# Jeli il pastore
Jeli il pastore è una novella di Giovanni Verga appartenente alla raccolta Vita dei campi.

## Trama
La novella racconta la storia di un giovane pastore, Jeli, che ha vissuto sempre da solo nei campi dopo essere rimasto orfano in tenera età.  La prima parte si concentra sull'infanzia del protagonista in mezzo ai campi siciliani, dove egli fa amicizia con Don Alfonso, figlio di un borghese, e conosce Mara, di cui si innamora perdutamente. Dopo la partenza di Mara, Jeli perde il lavoro il giorno della festa di San Giovanni a causa di una sua distrazione e solo grazie a massaro Agrippino, padre di Mara, trova una nuova occupazione, quella di guardiano di pecore. Intanto la ragazza è sul punto di sposare il figlio di un massaro della zona, ma viene sedotta da Don Alfonso; le nozze vengono annullate. La ragazza si riavvicina a Jeli e i due si sposano. All'inizio va tutto bene e Mara è la moglie più dolce che esista, ma dopo un po' di tempo Jeli inizia a nutrire  dubbi sulla fedeltà della donna. La gelosia del protagonista arriva al culmine quando, durante una festa in una fattoria, Mara viene invitata da Don Alfonso a ballare. Jeli, accecato dalla collera, uccide il rivale in amore e viene arrestato.